# 阿道尔夫·穆基杜
阿道尔夫·穆基杜（法語：Adolphe Muzito，1957年2月12日—），刚果（金）经济学家、政治家，卢蒙巴主义统一党成员，2007年至2008年间在基赞加内阁中任预算部长，2008年获总统卡比拉任命为总理，接替因健康原因辞职的基赞加。